# Myospila toxopei
Myospila toxopei är en tvåvingeart som först beskrevs av Malloch 1929.  Myospila toxopei ingår i släktet Myospila och familjen husflugor. Inga underarter finns listade i Catalogue of Life.